# Acanthonevra vidua
Acanthonevra vidua är en tvåvingeart som först beskrevs av Mario Bezzi 1913.  Acanthonevra vidua ingår i släktet Acanthonevra och familjen borrflugor. Inga underarter finns listade i Catalogue of Life.